# جوني وليامز (موسيقي أمريكي)
جوني وليامز (بالإنجليزية: Johnny Williams)‏ هو موسيقي أمريكي، ولد في 15 مايو 1906 في الإسكندرية في الولايات المتحدة، وتوفي في 6 مارس 2006 في شيكاغو في الولايات المتحدة.

## وصلات خارجية
- جوني وليامز على موقع ميوزك برينز (الإنجليزية)